# Beignet à la confiture
Un beignet à la confiture est un type de gâteau constitué d'un beignet fourré avec de la confiture. Les variétés comprennent le pączki polonais, la boule de Berlin allemand, le sufganiyot israélien, le jam doughnut (en Australie, en Grande-Bretagne, en Nouvelle-Zélande et au Nigeria) et le jelly-filled doughnut (beignet fourré à la gelée) (aux États-Unis et au Canada). Le krafne d'Europe du Sud comprend également une variété fourrée à la confiture. En Italie, les bomboloni sont populaires. La Bavière et l'Autriche ont également un beignet à la confiture connu sous le nom de krapfen qui est généralement rempli de confiture d'abricots et garni de sucre glace.

## Histoire
La première mention d'un beignet à la confiture apparaît dans la traduction en polonais (Kuchmistrzostwo) d'un livre de cuisine allemand publié en 1532. Il n'est pas certain qu'il s'agisse de la date précise de l'invention du beignet à la confiture. Connu alors sous le nom de « Gefüllte Krapfen », il s'est répandu dans toute l'Europe au cours du siècle suivant, parfois avec d'autres garnitures considérant que le sucre et la confiture étaient peu répandus à l'époque, mais les plantations de sucre des Caraïbes ont rendu ces deux produits plus largement disponibles.

## Par régions

### Australie
Les hot jam doughnuts (beignets chauds à la confiture) sont populaires dans tout Victoria. On peut les trouver dans les foires et les marchés, et ils sont souvent vendus par des camions-restaurants. Ils sont semblables aux beignets à la confiture traditionnels allemands et américains, mais la pâte contient plus de levure et ils sont toujours servis très chauds. Ils sont servis si chauds qu'il est courant que les consommateurs se brûlent la langue sur la confiture.

### États-Unis
En 1942, le Hartford Courant of Connecticut titrait « Les régimes de beignets à la confiture nuisent à l'effort de guerre ». En 1976, le Los Angeles Times expliquait comment faire des beignets à la confiture à partir de rien pour offrir aux jeunes un goûter « savoureux après l'école ».
Lors d'un test de goût réalisé en 1997, Ruth Reichl a donné une note plus élevée aux beignets à la confiture d'un magasin de beignets local qu'à ceux des chaînes nationales de magasins de beignets.

### Israël
Les beignets fourrés à la confiture ou à la crème pâtissière sont connus sous le nom de sufganiyot en hébreu et sont une friandise populaire pendant Hanoucca. Ils sont cuits dans de l'huile, ce qui est en accord avec le thème de la fête, célébrant l'huile d'un jour « pour garder une lampe sacrée allumée pendant huit,. »